# Планкова константа
Планкова константа (означава се са h) је физичка константа која се користи за описивање најмање могуће вредности енергије, једног кванта. Често се уместо Планкове константе користи и редукована Планкова константа (позната и као Диракова константа, означава се као {\displaystyle \hbar }, а чита "h-прецртано“, "h са цртом“, (по изгледу који личи на ћирилично слово ћ) "ће” или "ћ”
Планкова константа и редукована Планкова константа се користе за описивање квантовања, појаве код субатомских честица (попут електрона и фотона) да се неке физичке величине јављају у одређеним износима уместо да се континуално мењају по свим могућим вредностима.
Планкова константа због честог фигурисања у квантномеханичким изразима има значајну улогу у физици, а добила је име по Максу Планку који ју је увео приликом израчунавања зрачења црног тела.
Планкова константа се може експериментално мерити. Данас усвојена вредност Планкове константе износи:
| {\displaystyle h\,} | {\displaystyle =6,626\ 0693(11)\times 10^{-34}\ \mathrm {J} \cdot \mathrm {s} \,}     |
|                     | {\displaystyle =4,135\ 667\ 43(35)\times 10^{-15}\ \mathrm {eV} \cdot \mathrm {s} \,} |

## Јединице, вредност и симболи
Вредност Диракове константе:
{\displaystyle \hbar \ {\stackrel {\mathrm {def} }{=}}\ {\frac {h}{2\pi }}=\,\,\,1,054\ 571\ 68(18)\times 10^{-34}\ {\mbox{J}}\cdot {\mbox{s}}\,\,\,=\,\,\,6,582\ 119\ 15(56)\times 10^{-16}\ {\mbox{eV}}\cdot {\mbox{s}}}
Уникод резервише кодна место U+210E (ℎ) за Планкову константу а U+210F (ℏ) за Диракову константу.

## Порекло Планкове константе
{\displaystyle E=h\nu =h\omega /(2\pi )=\hbar \omega \ }
{\displaystyle [{\hat {p_{i}}},{\hat {x_{j}}}]=-i\hbar \delta _{ij}}

## Употреба
{\displaystyle E=nh\nu \,,\quad n\in \mathbb {N} }
{\displaystyle E=n\hbar \omega \,,\quad n\in \mathbb {N} }
{\displaystyle {\begin{matrix}J^{2}=j(j+1)\hbar ^{2},&j=0,1/2,1,3/2,\ldots \\J_{z}=m\hbar ,\qquad \quad &m=-j,-j+1,\ldots ,j\end{matrix}}}
Дакле, {\displaystyle \hbar } може се да се сматра „квантом момента импулса".
{\displaystyle \Delta x\Delta p\geq {\begin{matrix}{\frac {1}{2}}\end{matrix}}\hbar }